# Departamento de Pasco
Pasco es un departamento de la República del Perú ubicado en el centro del país, cuya capital es la ciudad de Cerro de Pasco. Comprende una parte andina en su parte oeste y una parte amazónica en el este. Limitando al norte con Huánuco, al este con Ucayali, al sur con Junín y al oeste con Lima. Su extensión es de 25 320 km² y una densidad de 11,1 hab/km². Fue creado el 27 de noviembre de 1944, escindido de Junín.
La porción occidental corresponde al Nudo de Pasco, zona de mesetas elevadas y puna, asiento de mineras, mientras que la porción oriental corresponde a la Selva Alta o yunga amazónica habitada por colonos e indígenas de la familia arahuaca.

## Historia

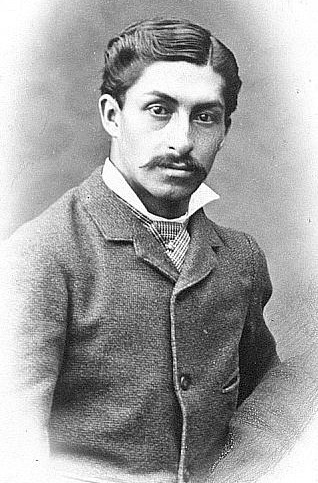
Daniel Alcides Carrión.

El territorio que forma el actual departamento de Pasco fue, durante el Virreinato del Perú, parte de la Intendencia de Tarma. Con la declaración de la independencia, la intendencia dejó de existir y fue sucedida por el departamento homónimo que existió hasta 1823. Ese año, los territorios pasaron a formar parte del departamento de Huánuco, antecesor del actual departamento homónimo, el que existió hasta 1825 dando lugar al actual departamento de Junín. La ciudad de Cerro de Pasco fue desde el 10 de junio de 1859 la capital de departamento sucediendo en ese papel a la ciudad de Tarma.
El 15 de enero de 1931 según Decreto Ley N.º 7001 expedido por el presidente Luis Miguel Sánchez Cerro, se dispuso el cambio de la capital del departamento de Junín por lo que Cerro de Pasco dejó de tener esa calidad, la misma que pasó a la ciudad de Huancayo. Conforme lo señala la norma legal, el motivo este cambio era que las condiciones geográficas de Cerro de Pasco impedían que los funcionarios pudieran ejercer cabalmente sus funciones debido a la altura de la misma lo que impedía que se establecieran centros de educación superior además que era perjudicial para los niños.
En 1944, mediante Ley N.º 10030, se creó el departamento de Pasco escindiendo la parte norte del departamento conformada por la provincia de Cerro de Pasco así como los territorios que conformarían las provincias de Daniel A. Carrión y Oxapampa que fueron creadas mediante esa misma ley.

## Ubicación
Está ubicado en la parte central del país, al este de la cordillera Occidental, con zona central del Perú andinas y de selva alta y media del río Pachitea. Su capital, la ciudad de Cerro de Pasco, con una altitud de casi 4338 m s. n. m., es la más alta del país y considerada por muchos "La ciudad más alta del mundo". Limita al norte con Huánuco; al sur con Junín; el este, con Ucayali; y al oeste con Lima.
- Superficie: 25 319 km².
- Latitud sur: 9° 34´ 23.00".
- Longitud oeste: entre meridianos 74°36´32" y 76°43´18".
- Densidad demográfica: 10 habitantes/km² aproximadamente.
- Población:Total: 280 449 habitantes (Hombres: 124 718, Mujeres: 122 020).
- Capital del Departamento: Cerro de Pasco
- Altura de la capital: 4 380 m s. n. m.
- Número de provincias: 3
- Número de distritos: 28
- Clima: A más de 4 380 m s. n. m., el clima es frío, con 15 °C de día y menos de 0 °C por la noche. Hay lluvias de noviembre a marzo, y en las punas vientos después del mediodía. La ciudad de Cerro de Pasco tiene una media anual de 4 °C, con una temperatura máxima de 10 °C y una mínima de -11 °C. En la provincia de Oxapampa el clima es tropical; en la ciudad del mismo nombre, la media anual es de 18 °C, siendo la máxima de 28 °C y la mínima de 6 °C.

## Geografía
- Ríos más importantes: Palcazu, Pachitea y Huallaga.
- Abras: Anamaray (a 4 900 m s. n. m.) y Jarapa (a. 4 800 m s. n. m.) en Daniel A. Carrión; San Antonio (a. 4 800 m s. n. m.) en Pasco.
- Lagunas: Acucocha, Pum Rum, Alcacocha, Shegue y Huaroncocha.

## División administrativa

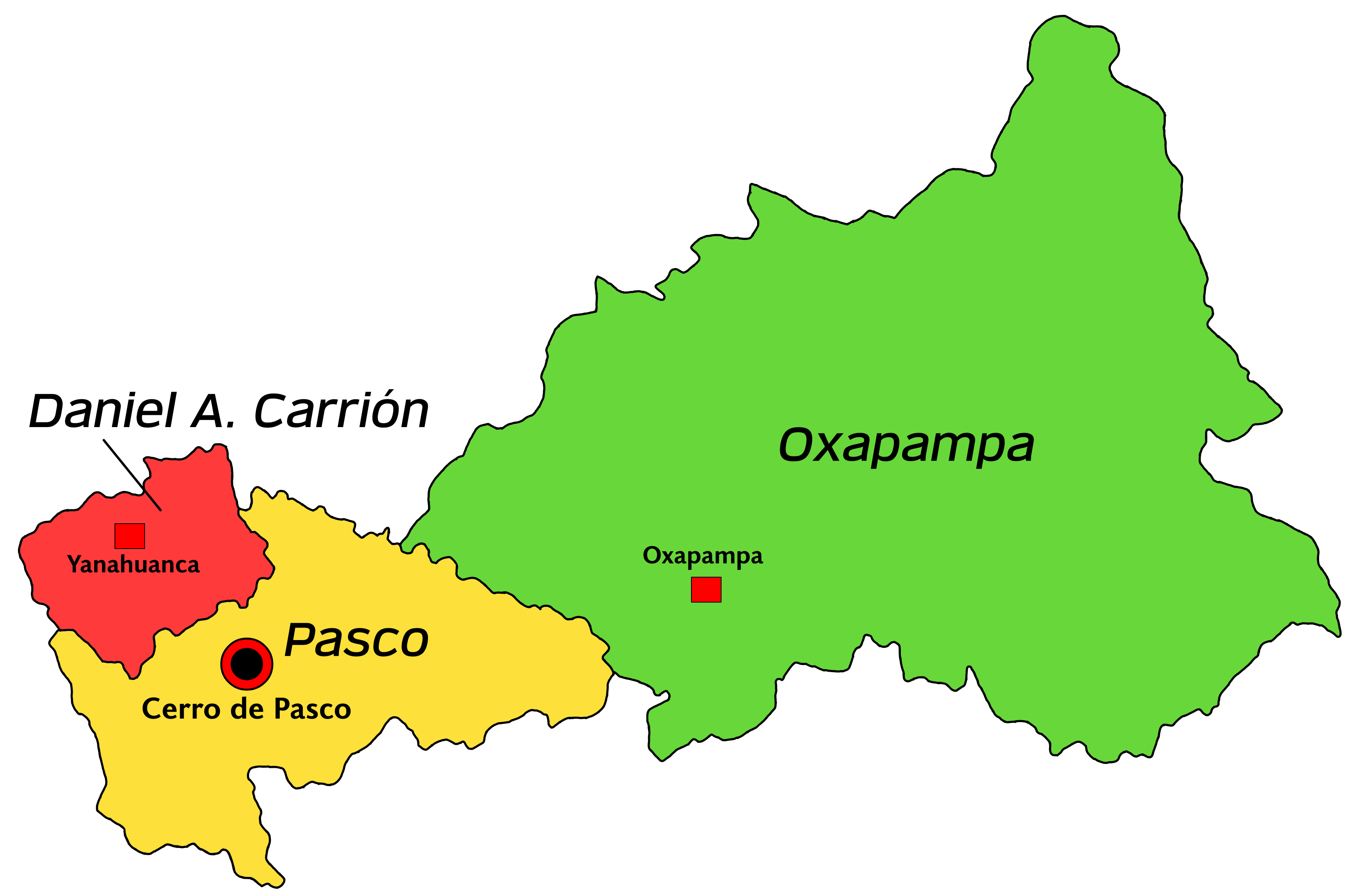
División política de Pasco.

El Departamento tiene una extensión de 25 025.84 km² con una población 306 576 habitantes y se divide en tres provincias:
| Provincias del departamento de Pasco | Provincias del departamento de Pasco | Provincias del departamento de Pasco | Provincias del departamento de Pasco | Provincias del departamento de Pasco | Provincias del departamento de Pasco | Provincias del departamento de Pasco |
| Ubigeo                               | Provincia                            | Capital                              | Distritos                            | Superficie km²                       | Población 2016                       | Altitud m s. n. m.                   |
| ------------------------------------ | ------------------------------------ | ------------------------------------ | ------------------------------------ | ------------------------------------ | ------------------------------------ | ------------------------------------ |
| 1901                                 | Pasco                                | Cerro de Pasco                       | 13                                   | 5 373.88                             | 157 603                              | 4 342                                |
| 1902                                 | Daniel A. Carrión                    | Yanahuanca                           | 8                                    | 1 884.81                             | 54 273                               | 3 199                                |
| 1903                                 | Oxapampa                             | Oxapampa                             | 8                                    | 17 767.15                            | 94 700                               | 1 806                                |

### Distritos
|  | - Provincia de Pasco - Chaupimarca - Huachón - Huariaca - Huayllay - Ninacaca - Pallanchacra - Paucartambo - San Francisco de Asís de Yarusyacán (capital: Yarusyacán) - Simón Bolívar (capital: San Antonio de Rancas) - Ticlacayán - Tinyahuarco - Vicco - Yanacancha | - Provincia de Daniel Alcides Carrión - Yanahuanca - Chacayán - Goyllarisquizga - Páucar - San Pedro de Pillao - Santa Ana de Tusi - Tápuc - Vilcabamba | - Provincia de Oxapampa - Oxapampa - Chontabamba - Constitución - Huancabamba - Palcazu - Pozuzo - Puerto Bermúdez - Villa Rica |

## Economía
Está sustentada en la minería,  principalmente en la extracción del cobre y otros minerales, a tajo abierto, en razón de la abundancia de minerales de baja ley. En los valles de Oxapampa y Pichis- Palcazú se cultiva arroz, maíz amarillo duro, frijol, yuca, plátano, naranja, papaya, cacao. Villa Rica es la Capital del café en el Perú. En esta zona se ha desarrollado muy bien la ganadería vacuna y la apicultura. Hay pequeñas empresas productoras de quesos y miel.
Cuenta con las centrales hidroeléctricas de Yaupi y Paucartambo, las que aprovechan las aguas del río Paucartambo, y la mini central de Oxapampa, que usa las aguas del río Choro bamba, todas las cuales atienden la demanda de energía de las ciudades de Oxapampa, Villa Rica y Pasco. En la actualidad la central hidroeléctrica de Yuncán tiene una capacidad de generación de 130 MW, utilizando las aguas de los ríos Paucartambo y Huachón. Yes

## Educación
- Colegios públicos y privados:. Total: 999.
  - Educación inicial: 208.
  - Educación primaria: 628.
  - Educación secundaria: 163.
- Universidades: Universidad Nacional Daniel Alcides Carrión

## Transporte y comunicaciones
- Carreteras:
  - Lima - La Oroya - Junín - Cerro de Pasco - Huánuco.
  - La Oroya - Tarma - La Merced (Chanchamayo) - San Luis de Shuaro - Villa Rica.
  - Lima -  Canta - Cerro de Pasco - Oxapampa.
  - Lima - Huacho - Oyón - Yanahuanca.
- Aeropuerto: Aeródromo de Vicco.
- Ferrocarril: Callao - Lima - La Oroya - Junín - Cerro de Pasco.

## Atractivos turísticos

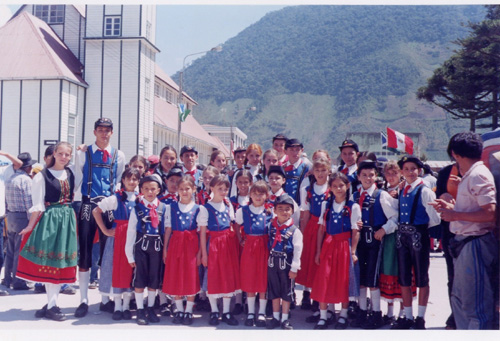
Celebración en Oxapampa.

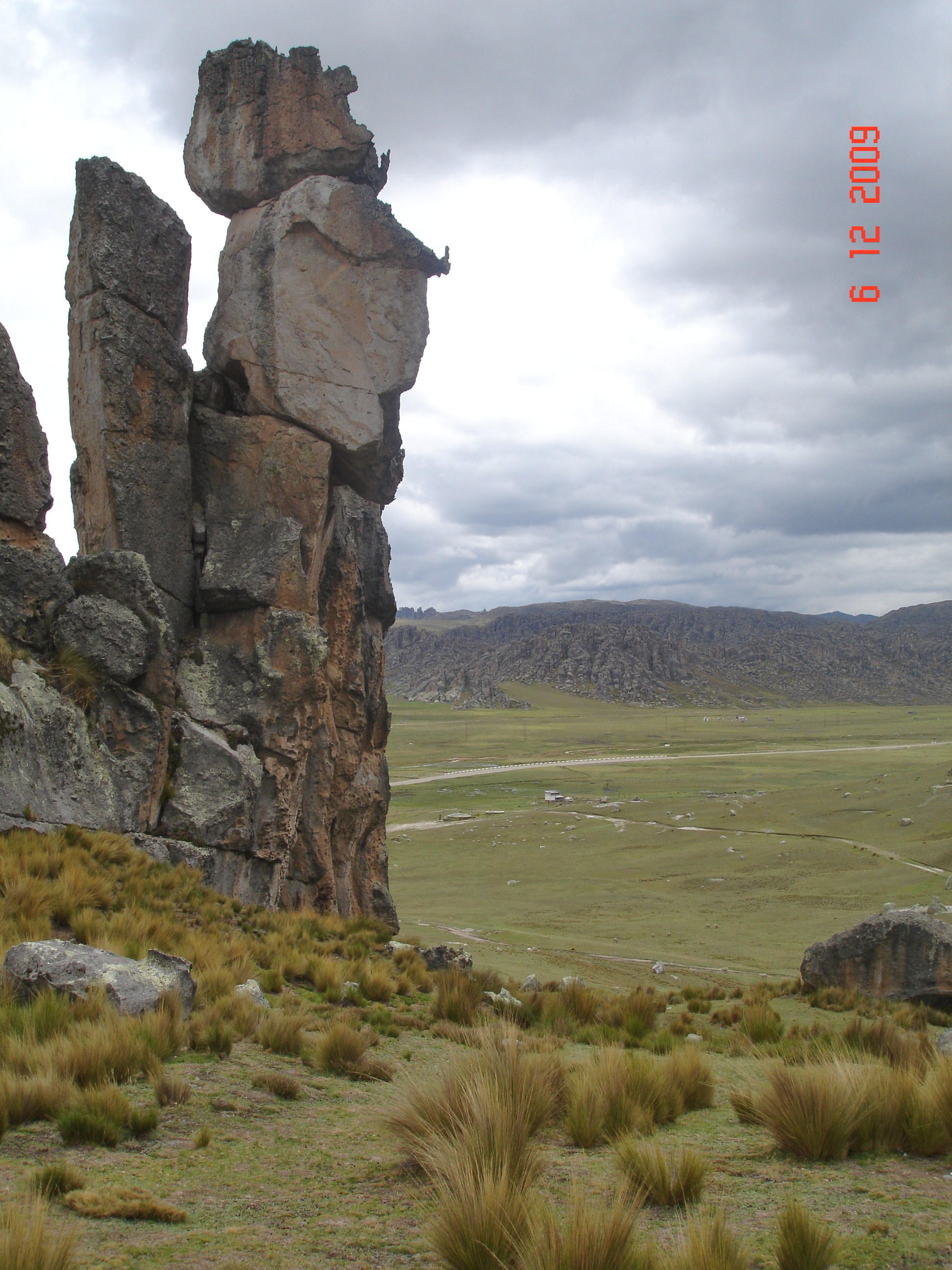
Bosque de piedras de Huayllay.

La configuración geográfica del Departamento es de una singularidad extraordinaria, por estar ubicado en el Nudo de Pasco, una elevación de los Andes que distribuye en distintos sentidos los caudales de los ríos Marañón, Huallaga y Mantaro, que forman el núcleo hidrográfico más importante del territorio peruano. Al este de la Cordillera Central se encuentra la segunda cuenca de esta región, formada por los ríos Huancabamba, Palcazú y Ucayali, que desembocan en el río Pachitea, cuyos cauces forman la rica provincia de Oxapampa. Así mismo, existen una serie de monumentos arqueológicos, como las ruinas de Huitrín en Yanahuanca, las de Yarusyacan, en la altura de Huariaca y las de Punta Marca, a 8 km de Pasco.
Quizás la región de mayor atracción turística es el valle de Oxapampa, Pozuzo es un pueblo que parece extraído de Europa (fue construido por renanos (Alemania) y tiroleses (Austria), cuyos descendientes viven ahí). Por otro lado, Punta marca Ruinas es una ciudad pre inca, esto es, un conjunto de construcciones protegidas por una muralla que, al parecer, tenía el objeto de defender el ingreso a la zona. Y luego puede visitarse el extraño y bello Bosque de Piedras de Huayllay, que es un contrafuerte de rocas multiformas y enormes, labradas por las lluvias y el viento en un elevado y solitario paraje.
El Bosque de Piedras de Huayllay está ubicado en el Distrito de Huayllay, Provincia y Departamento de Pasco, Perú. Está protegido por el establecimiento del Santuario nacional de Huayllay. Constituye una maravilla natural andina, a 4310 metros sobre el nivel del mar...
Es un atractivo turístico porque reúne más de 4000 formaciones rocosas que semejan gigantescos perfiles humanos, como el caminante o pensador, y animales, como la tortuga, la cobra, el perrito, el dragón, la vicuña, la alpaca, el cóndor, el elefante, etc. En la actualidad está considerada como una de las Siete Maravillas Turísticas del Perú.

## Ciudadela sagrada de Goñicutacen Yanahuanca
El conjunto arqueológico constituido por unidades habitacionales simples, complejos de 3 pisos con un mirador, plazuelas, calles, entierros funerarios, almacenes, sistemas de caminos, sistemas de agua y con recintos religiosos, presenta una organización y dominio del espacio impuesto por dos condiciones esenciales:
Se supone que esta ciudadela sagrada para los antiguos habitantes del centro de Perú fue construida hacia el 1200 de nuestra era por los "Yaros" un pueblo de guerreros influenciados por la cultura Wari (siglos VIII a XII).
Ubicado sobre una montaña que domina la quebrada de Chaupihuaranga y el centro poblado de Rocco, para llegar hasta el lugar hay que descender tres horas, a partir de Pasco, por un territorio de contrastes geográficos y climáticos.
Se pasa desde los 4600 hasta los 3600 metros sobre el nivel del mar, sobre carreteras rurales con profundos abismos y paisajes de belleza abrumadora. Goñicutac forma parte de los grupos que se asentaron en la quebrada de Chaupihuaranga a fines de la era Wari e inicios del resurgimiento de los grupos regionales (siglo XI hasta 1490 de nuestra era), según se ha establecido a partir de los fragmentos de cerámica encontrados.
El lugar fue elegido por su clima templado y su posición estratégica, que permitía el contacto con diferentes regiones. En la actualidad aloja construcciones en muy buen estado, como el Templo de la Luna, un supuesto lugar sagrado donde se realizaban sacrificios en honor a esa deidad celestial.
Las construcciones están hechas en piedras unidas con barro y rellenas de pequeñas lajas dispuestas en hiladas horizontales, además de piedras alargadas y planas rellenas con argamasa de arcilla en los techos.
Asimismo , el lugar cuenta con canales de irrigación, alimentados por medio de conductos subterráneos, e infraestructuras tanto civiles como religiosas. Goñicutac también dispone de un sistema de caminos con gradas de piedra que conducen a una portada de ingreso, plazuelas, calles, pasadizos, "chullpas" (mausoleos) funerarios para entierros colectivos e individuales, sistemas de andenes en terrazas y almacenes.
También existen construcciones de forma circular que pudieron ser usados como corrales para cuidar a las llamas que sirvieron como animales de carga, de sacrificio y para consumo.  El 2002 el lugar fue declarado "patrimonio cultural arqueológico de Pasco", lo que le confirió la condición de zona intangible.

## Autoridades

### Regionales
- 2019-2022[9]
  - Gobernador Regional: Pedro Ubaldo Polinar, de Alianza para el Progreso.
  - Vicegobernador Regional: Wilder Robles Rivera, de Alianza para el Progreso.
  - Consejeros:

  1. Pasco:
    - Jacinto Chamorro Cabello (Alianza para el Progreso)
    - Marco Antonio Martínez Hurtado (Pasco Verde)
    - Roberto Chale Suárez Chuquimantari (Partido Democrático Somos Perú)
    - Ronald Rivera Meza (Podemos por el Progreso del Perú)

  2. Daniel Alcides Carrión: Manzueto Carbajal Requis (Partido Democrático Somos Perú)
  3. Oxapampa:
    - Bismark Alfonso Ricaldi Nano (Pasco Verde)
    - Bledhy Cristian Moale Colina (Alianza para el Progreso)
    - Eusebio Luis Contreras Zamudio (Alianza para el Progreso)
    - Grecia Yoseli Witting Köhel (Alianza para el Progreso)

### Religiosas
- Obispo de Tarma y Pasco:
- Monseñor Richard Daniel Alarcón Urrutia.[10]
- Monseñor Luis Alberto Barrera Pacheco